# Miriam A. Ferguson

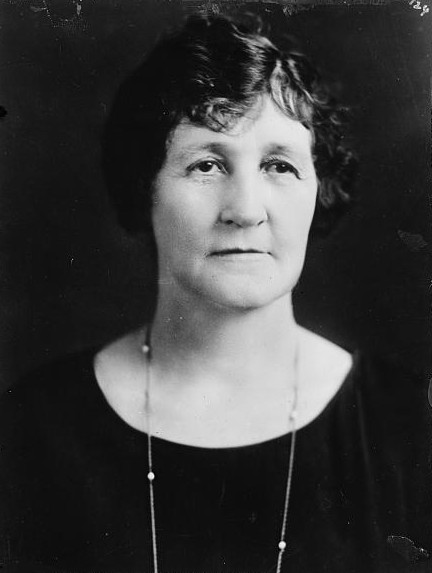
Miriam A. Ferguson

Miriam Amanda Wallace „Ma“ Ferguson (* 13. Juni 1875 im Bell County, Texas; † 25. Juni 1961 in Austin, Texas) war eine US-amerikanische Politikerin und zwischen 1925 und 1935 zweimal Gouverneurin des Bundesstaates Texas.

## Frühe Jahre
Miriam Ferguson wurde als Miriam Amanda Wallace geboren. Sie besuchte das Salado College und dann das Baylor Female College in Belton. 1899 heiratete sie James E. Ferguson, der zwischen 1915 und 1917 Gouverneur von Texas war und im Sommer 1917 kurz vor einer sicheren Amtsenthebung wegen Unterschlagungen und Betrugs von diesem Amt zurücktrat. Seine Frau war bis dahin politisch kaum in Erscheinung getreten. 1924 kandidierte sie dann für die Demokratische Partei anstelle ihres Mannes für das Amt des Gouverneurs von Texas.

## Gouverneurin von Texas
Nach der gewonnenen Wahl trat Ferguson ihr neues Amt am 20. Januar 1925 an. Sie war die erste Frau in der Geschichte des Staates Texas, die dieses Amt bekleidete, und die zweite Gouverneurin in der Geschichte der Vereinigten Staaten. Die erste war Nellie Tayloe Ross, die nur zwei Wochen zuvor in das Amt der Gouverneurin von Wyoming eingeführt worden war. Als Gouverneurin bekämpfte Miriam Ferguson den Ku-Klux-Klan und die Prohibition. Allerdings musste sie das entsprechende Verbot auf Bundesebene respektieren. Ein Maskenverbot gegen den Klan wurde von den Gerichten des Staates wieder aufgehoben. Ihre Amtszeit war von einer hohen Zahl von Begnadigungen gekennzeichnet. Der Schnitt lag bei etwa 100 pro Monat. In diesem Zusammenhang und auch bei der Vergabe von Aufträgen kamen Bestechungsgerüchte in Umlauf, die aber nicht bewiesen werden konnten. Allerdings mussten einige Mitglieder der Highway Commission wegen der Annahme von Bestechungsgeldern zurücktreten. Im Hintergrund spielte ihr Mann nach wie vor eine wichtige Rolle in ihrer Regierung.
Ein Ziel von Miriam Ferguson war die Reinwaschung ihres Mannes von den 1917 gegen ihn erhobenen Vorwürfen. Darin blieb sie aber erfolglos. 1926 wurde sie nicht wiedergewählt und schied daher am 18. Januar 1927 aus dem Amt des Gouverneurs aus. Nachdem ihr Mann 1930 erneut die Nominierung seiner Partei verfehlt hatte, ließ sich Miriam Ferguson statt seiner für die Vorwahlen aufstellen. Dabei unterlag sie aber gegen Ross S. Sterling. Zwei Jahre später schaffte sie es dann aber doch, die Nominierung für eine zweite Amtszeit zu erringen. Nachdem sie auch die eigentlichen Wahlen für sich entschieden hatte, konnte sie zwischen dem 17. Januar 1933 und dem 15. Januar 1935 noch einmal als Gouverneurin amtieren. Diese Jahre waren von der Weltwirtschaftskrise überschattet, die allmählich mit Hilfe der New-Deal-Politik der Bundesregierung überwunden werden konnte. Ihre zweite Amtszeit verlief innenpolitisch ruhiger als die erste. Sie setzte ihre Begnadigungspolitik fort und Gerüchte über Unregelmäßigkeiten kamen ebenfalls wieder auf, aber das löste keine größere Protestwelle mehr aus wie noch während ihrer ersten Amtszeit.

## Weiterer Lebenslauf
In den Jahren 1936 und 1938 kandidierte Ferguson nicht für die Gouverneurswahlen. 1940 bewarb sie sich dann noch einmal erfolglos um dieses Amt. Nach dem Tod ihres Mannes im Jahr 1944 zog sie sich aus der Politik zurück. Sie verstarb am 25. Juni 1961 in Austin und wurde an der Seite ihres Mannes beigesetzt. Das Paar hatte zwei Kinder.